# Oranssi Pazuzu
Oranssi Pazuzu — финская психоделик-блэк-метал-группа. Группа получила своё название от «oranssi» (с фин. — «оранжевый»), и Пазузу, демона ветра из вавилонской мифологии.

## История
Группа записала свой дебютный альбом Muukalainen puhuu в 2008 году дома у Korjak’a. Он был выпущен на лейбле Violent Journey Records в 2009 году, а в 2010 году за ним последовал сплит-альбом с Candy Cane. Их второй полноформатный альбом, Kosmonument, был выпущен в 2011 году на лейбле Spinefarm. В 2013 году на лейбле Svart вышел третий альбом, Valonielu. Четвёртый альбом группы Värähtelijä был выпущен в 2016 году и получил положительные отзывы от таких музыкальных изданий, как AllMusic, Pitchfork и Spin. В 2017 году группа выпустила EP из двух песен Kevät/Värimyrsky.

## Дискография

### Студийные альбомы
- Muukalainen puhuu (2009)
- Kosmonument (2011)
- Valonielu (2013)
- Värähtelijä (2016)
- Mestarin kynsi (2020)
- Muuntautuja (2024)

### EP
- Farmakologinen (2017)
- Kevät / Värimyrsky (2017)

### Сплиты
- Candy Cane / Oranssi Pazuzu (2010)

### Концертные альбомы
- Live At Roadburn (2019)

## Состав

### Нынешние участники
- Яркко «Korjak» Сало — ударные (2007 — н.в.)
- Вилле «Evil» Леппилахти — перкуссия, клавишные, вокал (2007 — н.в.)
- Тони «Ontto» Хиэтамяки — бас-гитара, вокал (2007 — н.в.)
- Юхо «Jun-His» Ванханен — вокал, гитара (2007 — н.в.)
- Нико «Ikon» Лехдонтие — гитара (2016 — н.в.)

### Бывшие участники
- Moit — гитара (2007—2016)